# Kaolack (Département)

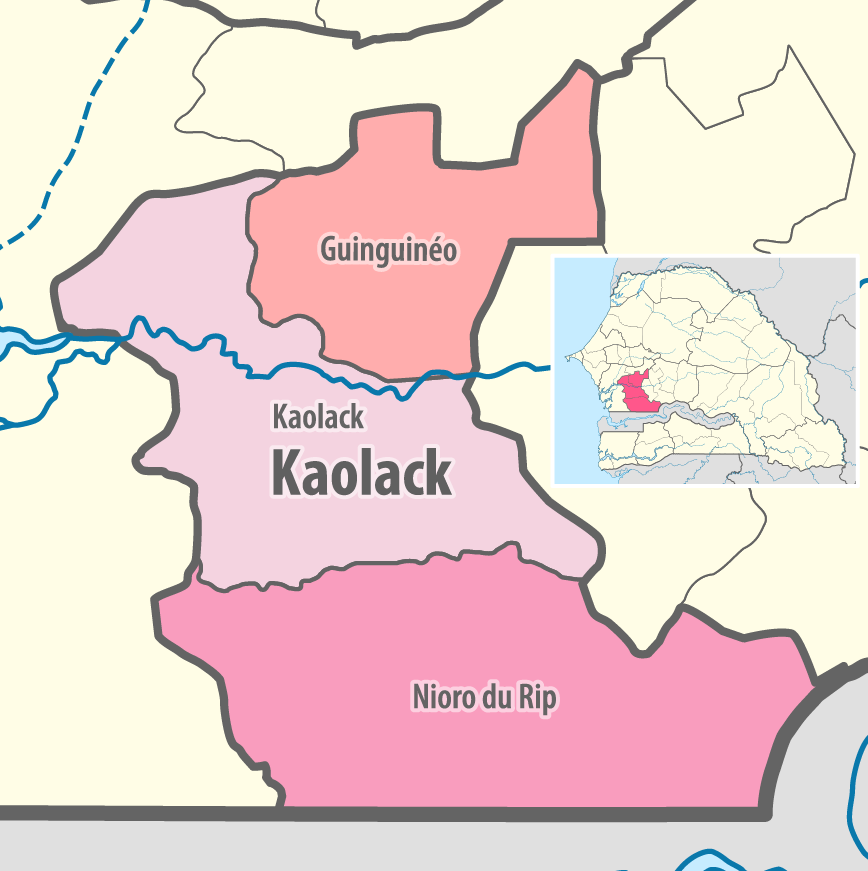
Département Kaolack in der Region Kaolack

Das Département Kaolack ist eines von 45 Départements, in die der Senegal, und eines von drei Départements, in die die Region Kaolack gegliedert ist. Es liegt in der Mitte der Region im zentralen Senegal mit der Hauptstadt Kaolack.
Das Département hat eine Fläche von 1889 km² und gliedert sich wie folgt in Arrondissements, Kommunen (Communes) und Landgemeinden (Communautés rurales):
| Commune / Arrondissement | Communauté rurale | Einwohner 2013 |
| Kaolack                  | —                 | 233.707        |
| Kahone                   | —                 | 14.231         |
| Gandiaye                 | —                 | 13.819         |
| Ndoffane                 | —                 | 12.898         |
| Sibassor                 | —                 | 8.140          |
| Ndiédieng                | Keur Socé         | 26.967         |
| Ndiédieng                | Ndiaffate         | 34.705         |
| Ndiédieng                | Ndiédieng         | 29.070         |
| Koumbal                  | Latmingué         | 28.814         |
| Koumbal                  | Thiaré            | 23.626         |
| Koumbal                  | Keur Baka         | 19.571         |
| Ngothie                  | Dya               | 14.949         |
| Ngothie                  | Ndiébel           | 13.529         |
| Ngothie                  | Thiomby           | 14.737         |
| Département              | —                 | 488.765        |